# Véu universal

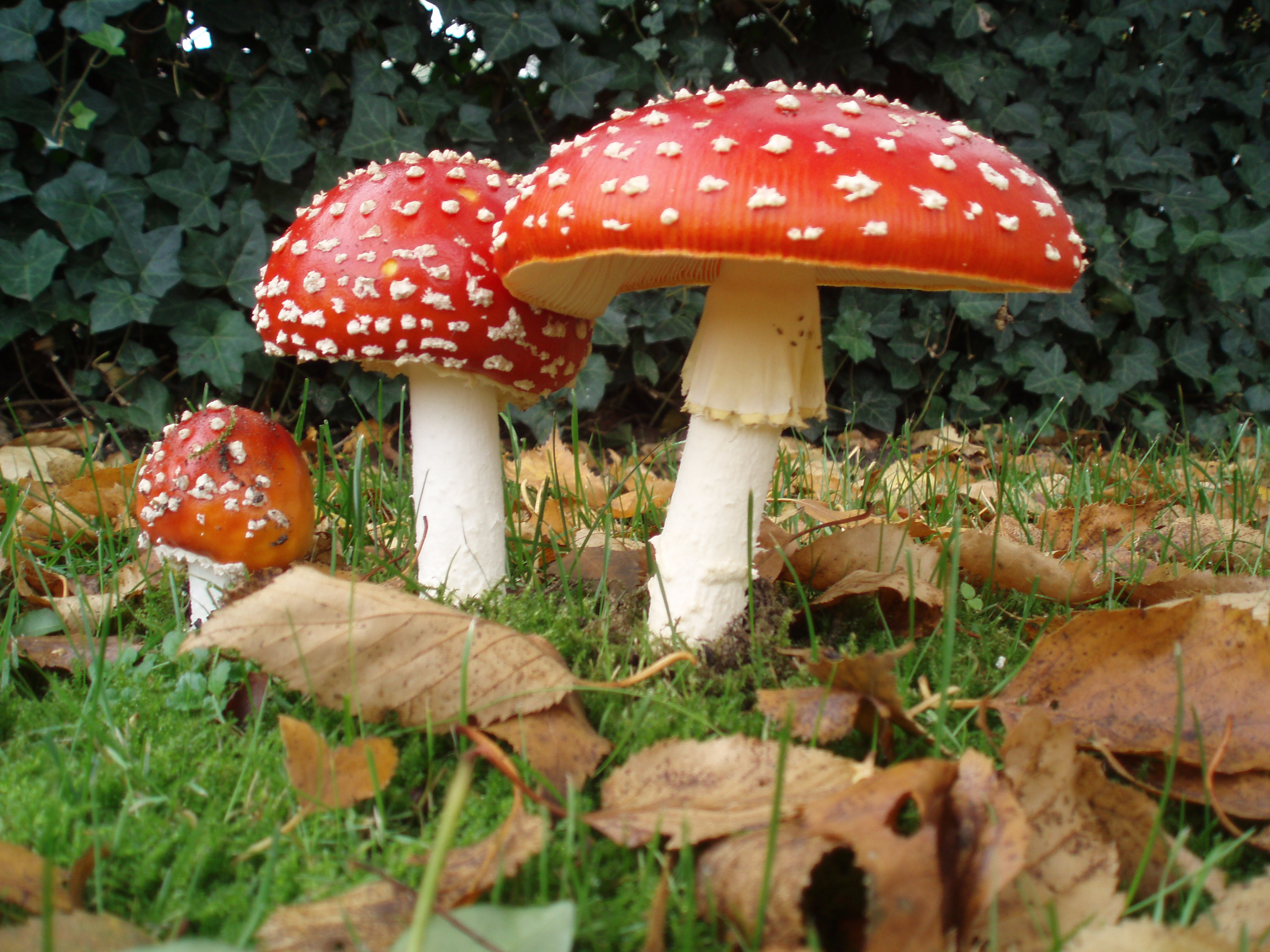
Os pontos brancos no chapéu são restos do véu universal.

Em micologia, véu universal é um tecido membranoso temporário que envolve totalmente os corpos de frutificação imaturos de certos cogumelos com lamelas. O cogumelo de Amanita caesarea em desenvolvimento, por exemplo, pode assemelhar-se a uma pequena esfera branca, neste ponto, está protegida por esta estrutura. O véu acabará por romper e se desintegrar pela força do cogumelo em expansão e amadurecimento, mas normalmente irá deixar evidências (resquícios) de sua forma anterior. Estes remanescentes incluem a volva, ou estrutura semelhante a taça na base da estipe, e os remendos ou "verrugas" na parte superior do píleo. Este característica macroscópica é útil na identificação de cogumelos selvagens porque é uma característica facilmente observada, além de ser taxonomicamente significativa.